# ZNF239
La proteína 239 del dedo de zinc es una proteína que en humanos está codificada por el gen ZNF239 .

## Función
Las proteínas MOK2 son proteínas de unión a ADN y ARN que se asocian principalmente con componentes nucleares de RNP, incluidos los nucleolos y las estructuras extranucleolares.

## Interacciones
Se ha demostrado que ZNF239 interactúa con LMNA .